# Герб лену Норрботтен
Герб лену Норрботтен (швед. Norrbottens läns vapen) — символ сучасного адміністративно-територіального утворення лену Норрботтен.

## Історія
Герб для лену Норрботтен затверджено 1949 року.

## Опис (блазон)
Щит розтятий і перетятий; у 1-у та 4-у всіяних золотими шестипроменевими зірками синіх полях біжить срібний північний олень із червоними рогами та копитами, у 2-у та 3-у срібних полях — червона дика людина з зеленими березовими вінками на голові та на стегнах тримає правицею оперту на плече золоту довбню.

## Зміст
У гербі лену Норрботтен поєднано символи ландскапів Вестерботтен і Лапландія.
Герб лену може використовуватися органами влади увінчаний королівською короною.

## Галерея

Герб Вестерботтену
Герб Лапландії